# 五月丘
五月丘（さつきがおか）は、大阪府池田市にある地名である。一丁目から五丁目まである。郵便番号は 563-0029 である。五月ヶ丘とも表記される。当地域の人口は、2021年9月末時点で 6,879 人である（池田市市民生活部総合窓口課の資料による）。面積は、2018年3月末時点で 1.081 平方キロメートルである（池田市市長公室広聴文書課の資料による）。

## 地理

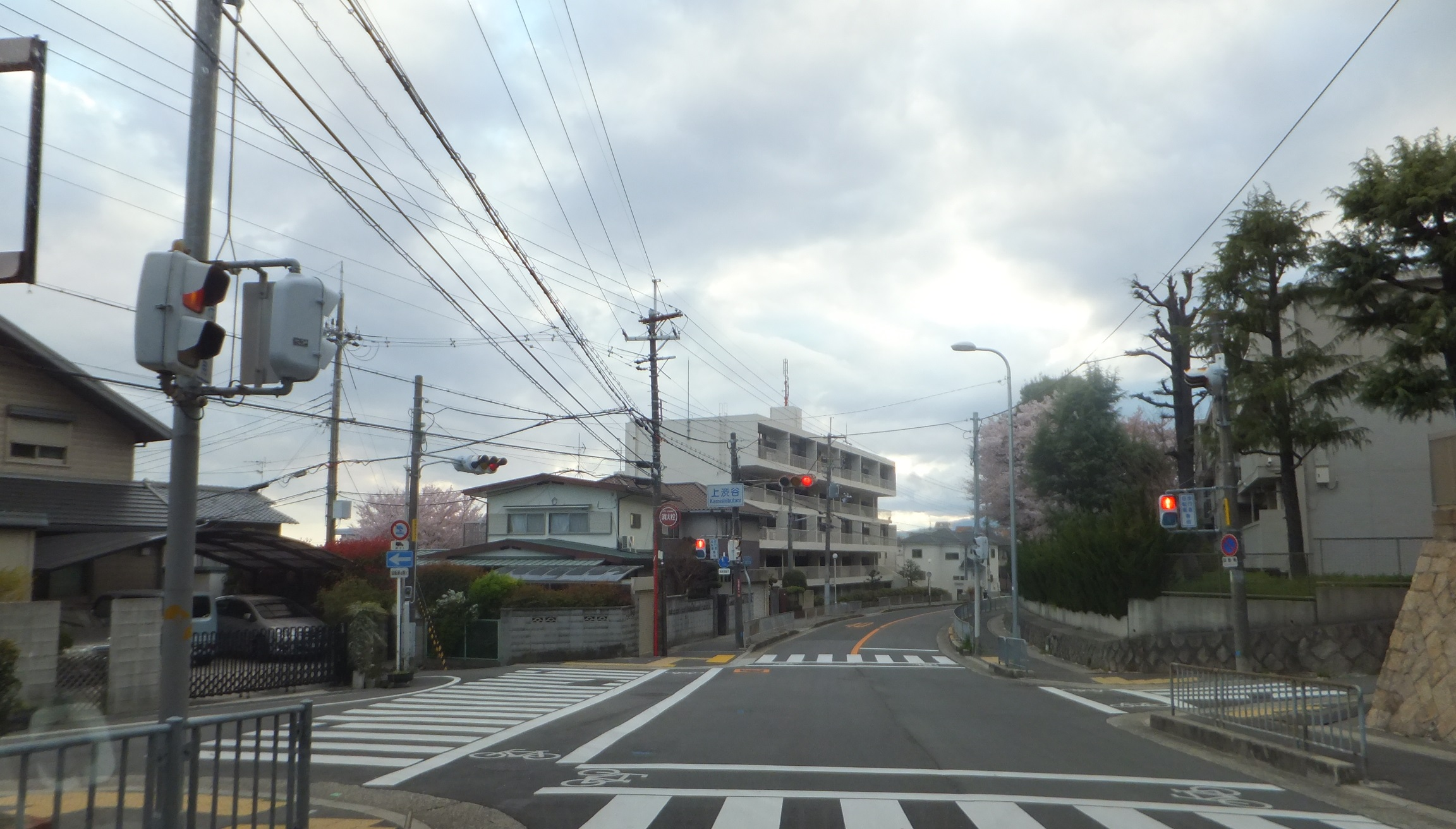
当地域内を東西に縦断する大阪府道9号箕面池田線。五月丘四丁目で撮影

池田市の中部に位置する。南部に一丁目があり、西部に二丁目、中部に三丁目、東部に四丁目があり、北部に五丁目がある。五丁目の北部には五月山がある。東は、畑三丁目、渋谷三丁目、渋谷一丁目と接している。西は、綾羽二丁目、建石町、上池田一丁目と接している。南は、上池田二丁目と接している。北は、木部町と接している。
大阪府道9号箕面池田線が東西に横断している。やまざくら通りとそれに連なる五月丘中央線が南北に縦断している。阪急バスの停留所には、五月丘小学校前、五月丘、渋谷中学校前、五月丘一丁目がある。四丁目には、寺池がある。緑のセンターの南側には杉ヶ谷橋があり、西側にはさつき橋がある。
ほとんどが第一種中高層住居専用地域である。

### 地価
五月山の風致地区に指定されており、多くの公園や史跡がある住宅街である。五月丘の地価は2020年（令和2年）1月1日の公示地価によれば五月丘1丁目3-7の地点で19万5,000円/m2となっている。

## 歴史
古墳時代前期の4世紀中頃に、前方後円墳に分類される池田茶臼山古墳が、五月丘一丁目に当たる場所に築造される。古墳時代後期に、五月ヶ丘古墳が五月丘一丁目に当たる場所に築造される。1941年（昭和16年）に風致地区に指定される。1955年（昭和30年）5月25日の広報において、当時市長であった武田義三は、「五月ヶ丘一帯の地域を一応の候補地としてこれが誘致に全力をあげたい」と語っている。1955年度から1962年度（昭和37年度）にかけて、土地区画整理事業が施行され、この事業によって、五月ヶ丘団地や戸建住宅などが建設され、また茶臼山公園、塩塚公園、横岡公園、山之手公園の4つの公園や、南北に伸びるやまざくら通りが整備された。1961年（昭和36年）12月、商業施設、五月丘トップセンターが開設される。

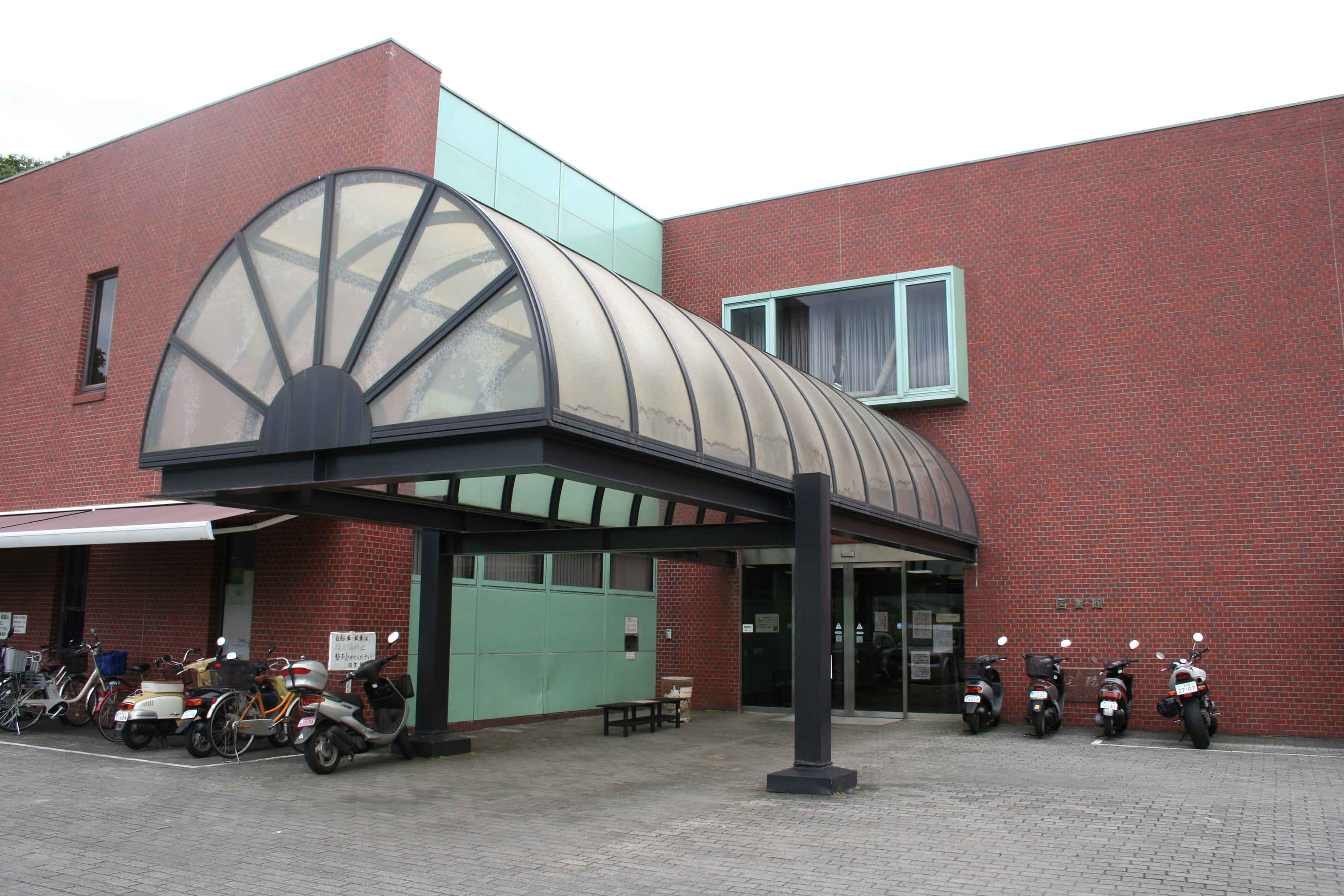
池田市立図書館の旧本館

1962年12月25日の土地区画整理事業により、新しく五月丘一丁目から五丁目までの町名が設けられる。1963年（昭和38年）8月には、五月丘二丁目に市民プールが完成し、同年10月に、プールに隣接して市民体育館が完成される。1976年（昭和51年）4月、市立五月丘保育所が三丁目に開所される。1980年（昭和55年）、五月丘一丁目に池田市立図書館および池田市立歴史民俗資料館が開館する。2000年（平成12年）頃に、住宅・都市整備公団（現在の独立行政法人都市再生機構）によって五月ヶ丘団地の建て替え工事が実施され、アルビス五月ヶ丘となる。2013年（平成25年）12月3日、さつきやま歯科クリニックが四丁目に開院される。2017年（平成29年）8月1日、あくたがわクリニックが二丁目に開院される。2018年（平成30年）12月25日、五月丘の図書館が移転に伴い閉館される。2019年（平成31年）4月1日、市立五月丘保育所が市から移管される形で、社会福祉法人山善福祉会 五月丘保育園が三丁目2-14に開園される。2020年（令和2年）4月1日、五月丘保育園が幼保連携型の認定こども園に移行され、五月丘こども園に名称を変更、三丁目4-12に移転される。

## 施設
五月丘一丁目

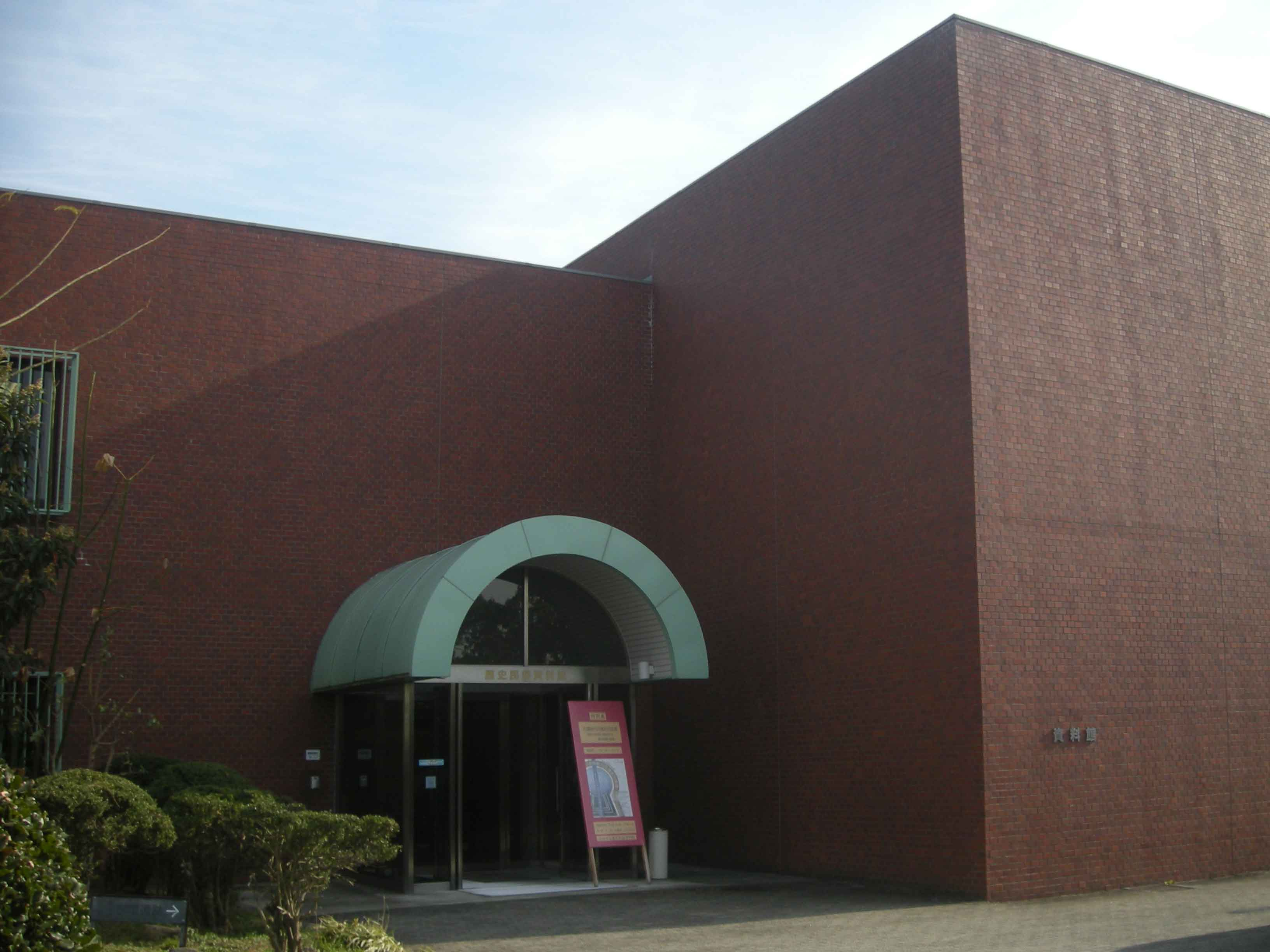
池田市立歴史民俗資料館

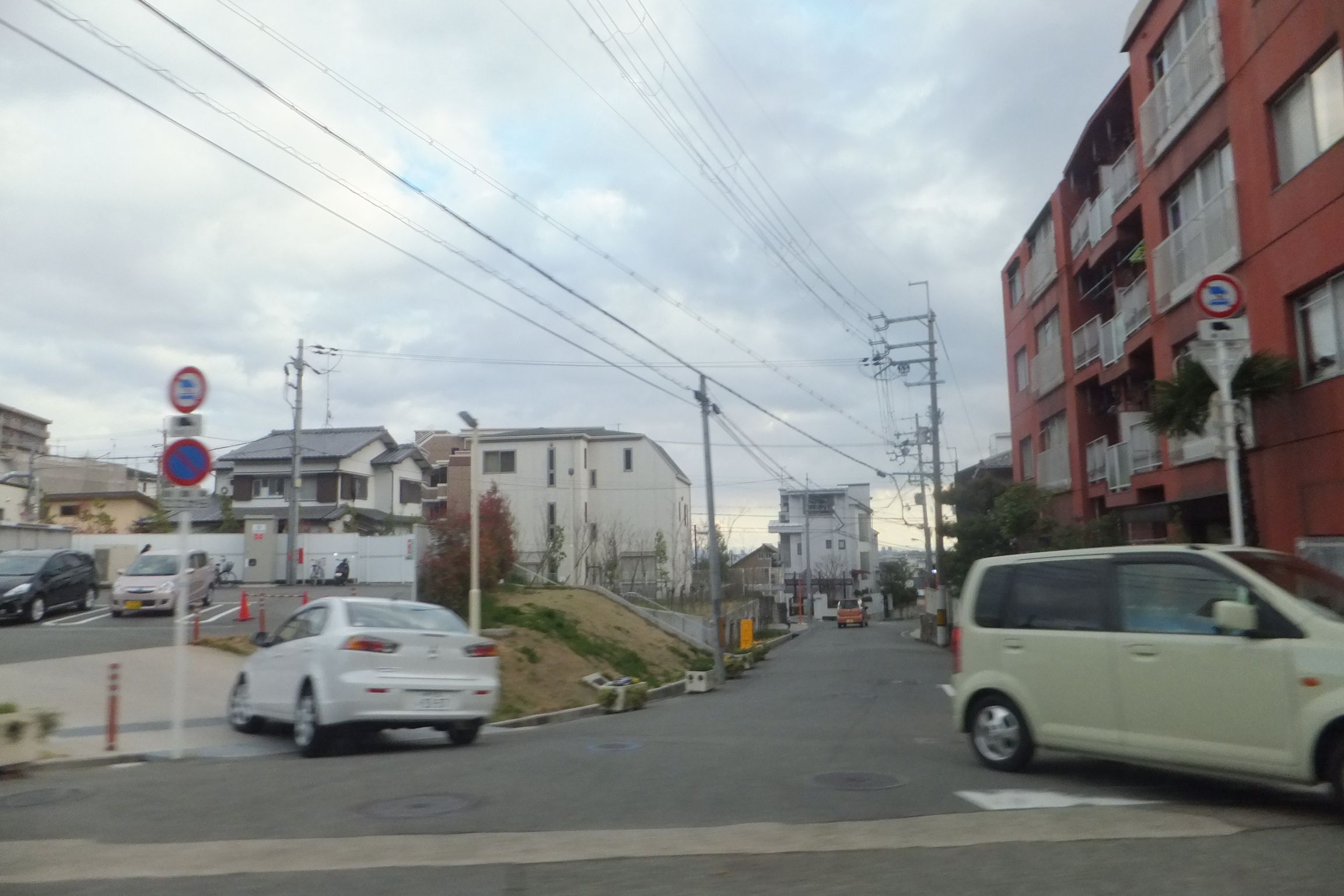
五月丘の住宅地帯。五月丘二丁目で撮影

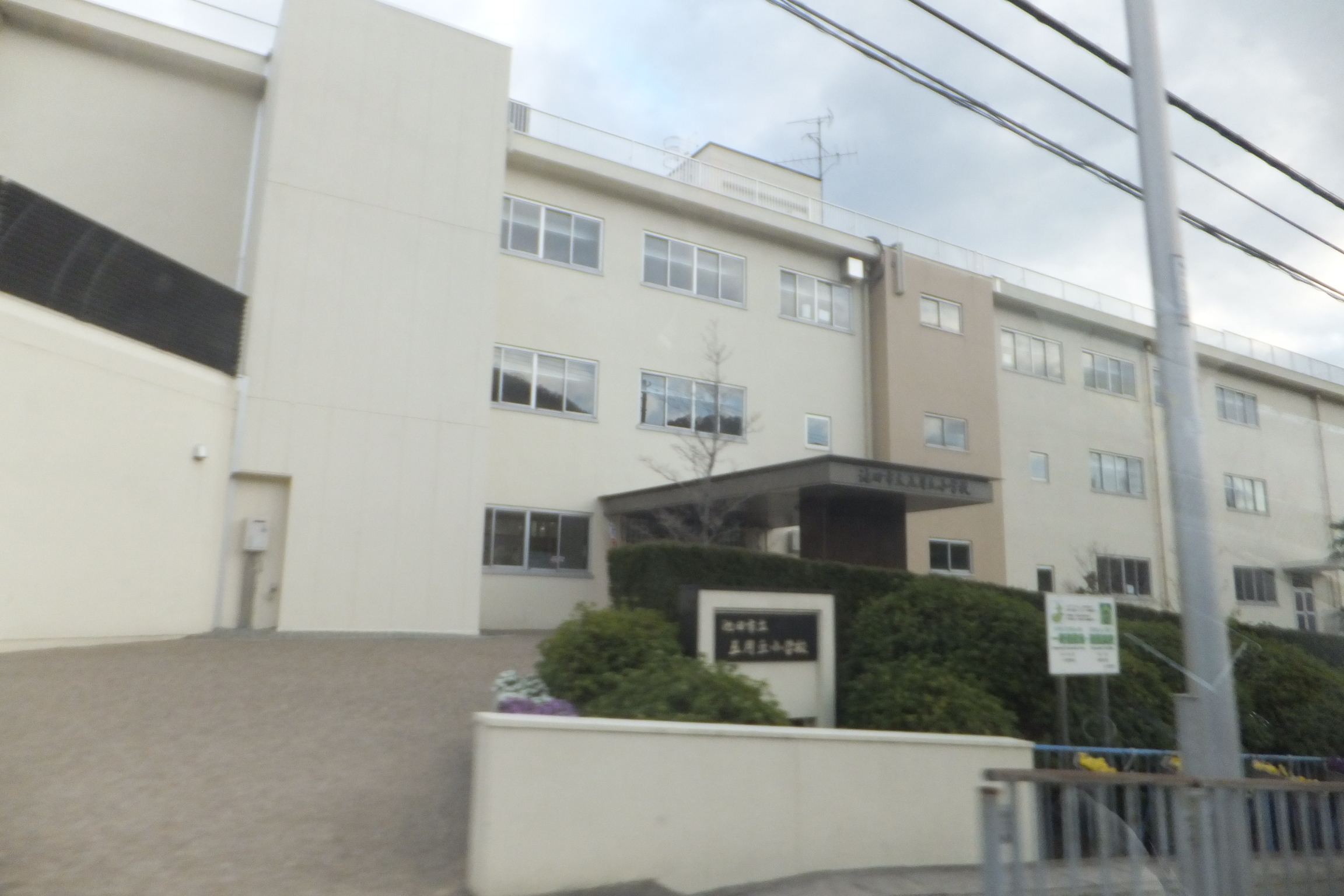
池田市立五月丘小学校

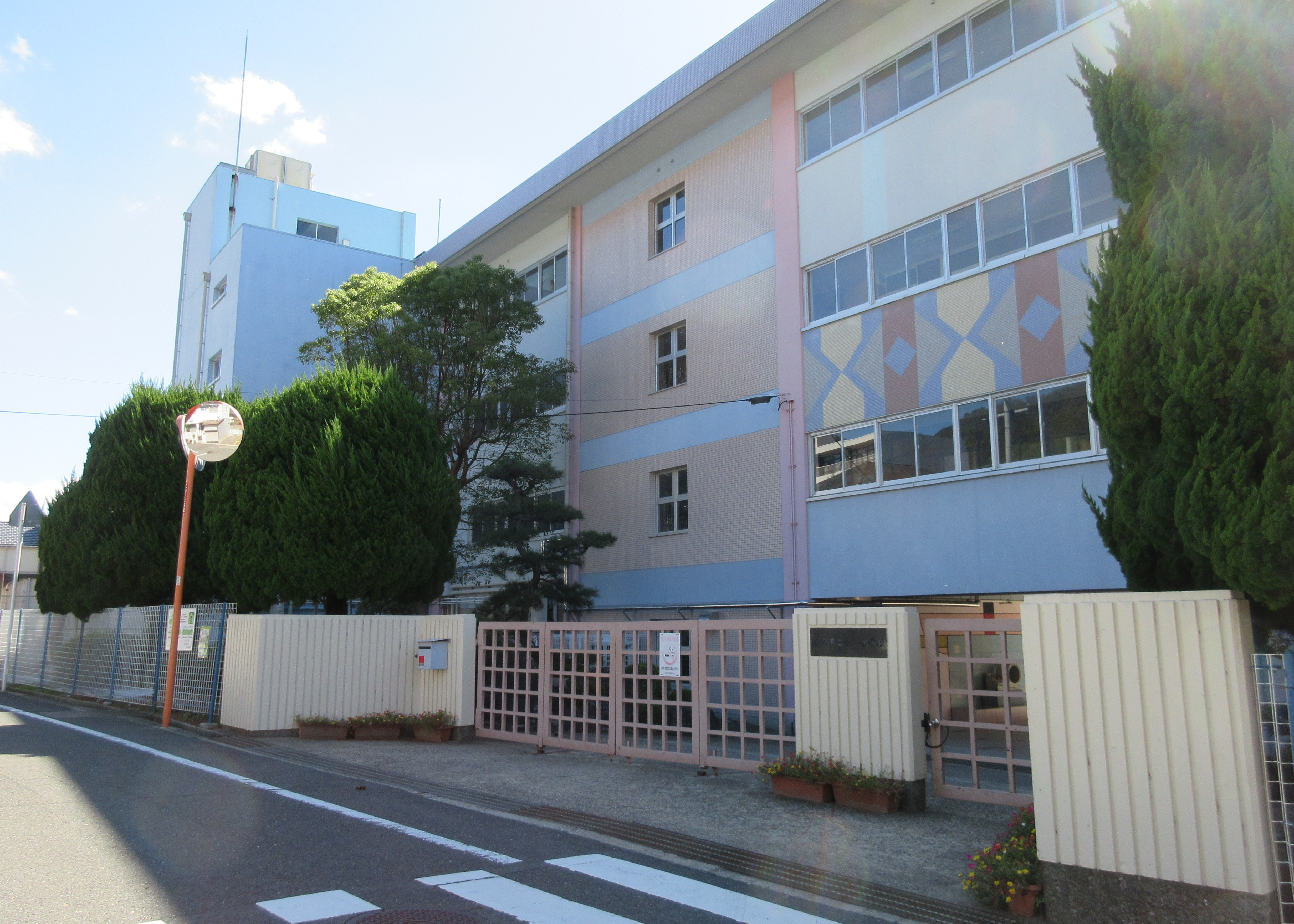
池田市立渋谷中学校

- 池田市立歴史民俗資料館[2][7]
- 五月丘緑地 - 五月ヶ丘古墳がある[36]。
- 茶臼山公園 - 池田茶臼山古墳を公園として整備[36][37]。
- 塩塚公園[36] - 1963年（昭和38年）開設[38]。2008年（平成20年）3月、北側半分が改装され遊具などが一部新設された[要出典]。
- 池田五月丘郵便局[39]
- 池田警察署 五月ヶ丘交番[40]
- 池田市立くすのき学園[41]

五月丘二丁目
- 池田市立五月丘小学校[42][2]
- 池田市立五月丘幼稚園 - 1961年（昭和36年）に創立[43]。当初は五月丘小学校の建物を間借りしていた。1962年（昭和37年）から独立した園舎を利用[44]。2004年（平成16年）3月、統廃合により廃園となった。跡地には、住宅と遊具が設置され体育館が移転した[要出典]。
- 池田五月山教会幼稚園 - 1964年（昭和39年）に創立[45][43]。
- 横岡公園 - 1963年（昭和38年）開設[38]。まち角の図書館が設置されている[2][46][47]
- 五月丘会館[2]
- 五月丘2丁目第1公園[36]
- 五月丘2丁目第2公園[36]
- セブン-イレブン 池田五月丘2丁目店[48]

五月丘三丁目
- 五月丘こども園[34]

五月丘四丁目
- 池田市立渋谷中学校[49]
- 渋ケ丘広場[36][50]

五月丘五丁目
- 池田市立山の家 - 1963年（昭和38年）開設[51]。老朽化のため、2016年（平成28年）6月30日をもって閉館[52]。山の家分室は、2001年（平成13年）に廃止されている[51]。
- 五月山緑地都市緑化植物園[53] - 1987年（昭和62年）開設[54]。緑のセンターがある[55]。
- 五月平展望台 - 五月山公園内
- 五月丘配水池[2]
- 山之手公園[36] - 1963年（昭和38年）開設[38]。
- 五月丘5丁目緑地[36]